# Famille de Vassé
 (mai 2023).
Si vous disposez d'ouvrages ou d'articles de référence ou si vous connaissez des sites web de qualité traitant du thème abordé ici, merci de compléter l'article en donnant les références utiles à sa vérifiabilité et en les liant à la section « Notes et références ».
 (mai 2025).
La famille de Vassé est une famille noble française éteinte originaire du Maine.

## Origine
On disait proverbialement au temps de Jean-Baptiste Colbert : noble Bouillé, riche Vassé[réf. nécessaire]. Les aînés, lit-on dans un mémoire du XVIIIe siècle, ont retenu le nom de Groignet, en souvenir d'un d'entre eux qui fit de grands exploits au temps des guerres de Charles VII[réf. nécessaire].
Groignet, comme Greignus en Bretagne, signifie aîné, greigneur, ayant le sens en effet de plus grand ou de meilleur[réf. nécessaire] ; et ce nom, honorifique ou non, et s'il n'est pas dû à un défaut physique, est porté par les Vassé depuis le XIVe siècle.
La famille est connue dès le XIe siècle. Elle fut alliée aux plus riches et aux plus nobles, même à celle de Sillé[réf. nécessaire]. Elle posséda des domaines immenses, en Mayenne : Foulletorte, Boisnay, Aligné, la Courbe de Brée, Vaujuas, Classé, Suremaine, l'Aunay-Peloquin, enfin une grande partie de la succession des Montesson au pays de Bais et Champgenéteux[réf. nécessaire].

## Personnalités
- Antoine de Vassé, militaire du XVIe siècle ;
- Jean de Vassé, frère du précédent, évêque de Lisieux, religieux du XVIe siècle ;
- Lancelot de Vassé, frère du précédent, abbé de Champagne dès 1553, aumônier d'Henri II, 1558, chanoine du Mans, et archidiacre du Passais, vicaire général de Jacques d'Apchon, abbé d'Évron, 1560, qualifié « nobilis, discretus, egregius et circonspectus vir », habita ordinairement le domaine de Coulonges en Saint-Mars-du-Désert[réf. nécessaire]. Jeanne de Vassé, sa sœur, femme de Jean ou Mathurin de Pannard, le pourvut de la chapelle de la Vachonière en la Poôté. Il mourut le 20 décembre 1574 ;
- Jean de Vassé, militaire du XVIe siècle ;
- Lancelot de Vassé, militaire, conseiller d'État au XVIIe siècle ;
- L'abbé Louis-François de Vassé, né en 1634, fils de Jacques de Vassé et d'Anne du Verger, est le dernier du nom à Foulletorte[Note 2], chanoine de Paris, directeur et visiteur des Carmélites, lié d'amitié avec les plus saints personnages de son temps, surtout avec le Frère Fiacre, augustin-déchaussé, abbé de Gisors (1677-1688), refusa l'épiscopat, et spécialement en 1712 le siège du Mans. L'abbé Angot se demande si c'est lui qui posséda l'abbaye Saint-Serge d'Angers à partir de 1710[réf. nécessaire] ;
- Alexis Bruno Étienne de Vassé, marquis de Vassé, vidame du Mans (1753-1820), lieutenant-général des armées du roi, commandeur de l'ordre royal et militaire de Saint-Louis, député aux États-généraux de 1789[réf. nécessaire].

## Mariage d'Antoine de Vassé
Antoine de Vassé épousa Marguerite Hatry, fille d'Eustache Hatry, seigneur de Vaujuas, et de Madeleine de Brée, dame d’Auvers.
Un document de 1513 montre qu'à cette époque, les Hatry étaient alliés aux plus nobles familles. Il s'agissait de la main de Marguerite Hatry, fille de feu Eustache Hatry, que le comte de Laval, disait-on, voulait donner à « un sien serviteur ». D'autres voulaient évidemment ménager le mariage d'Antoine de Vassé avec sa cousine Marguerite Hatry et lui assurer l'héritage de la famille dont elle était la dernière représentante. Le parlement ordonna que la jeune fille serait mise en liberté en lieu neutre, et qu'elle ne serait mariée que du consentement de ses parents et « en âge parfaict de marier ». La conclusion fut l'entrée dans la famille de Vassé de l'héritage des Hatry, à savoir : Aligné, Vaujuas (Marcillé-la-Ville), Courfontaine (Saint-Pierre-sur-Orthe).

## Armoiries
La famille de Vassé portait « d’or à trois fasces d’azur. »

L'abbé Angot indique qu'elles se voient encore au début du XXe siècle brisées d'un lambel sur une ancienne borne encore en place à 800 m du château de Foulletorte, sur le vieux chemin du Mans, au lieu-dit La Potence[réf. nécessaire].

Blason familial.